# Philonthus coprophilus
Philonthus coprophilus es una especie de escarabajo del género Philonthus, familia Staphylinidae. Fue descrita científicamente por Jarrige en 1949.
Se distribuye por Europa. Habita en África del Norte, Rusia (Europea, Siberia), Ucrania, Turquía, Kazajistán, Kirguistán y la provincia de 
Zhejiang, en China.